# Sotirios Garaganis
Sotirios Garaganis (griechisch Σωτήριος Γκαραγκάνης; * 13. Februar 1999 in Athen) ist ein griechischer Leichtathlet, der sich auf den Sprint spezialisiert hat.

## Sportliche Laufbahn
Erste internationale Erfahrungen sammelte Sotirios Garaganis im Jahr 2017, als er bei den U20-Balkan-Meisterschaften in Pitești in 10,75 s die Goldmedaille im 100-Meter-Lauf gewann und sich auch mit der griechischen 4-mal-100-Meter-Staffel in 40,88 s die Goldmedaille. Anschließend schied er bei den U20-Europameisterschaften in Grosseto mit 10,90 s im Vorlauf über 100 Meter aus und belegte mit der Staffel in 40,40 s den sechsten Platz. Im Jahr darauf gewann er bei den U20-Balkan-Hallenmeisterschaften in Sofia in 6,90 s die Silbermedaille im 60-Meter-Lauf und im Juni siegte er in 10,91 s über 100 Meter bei den U20-Balkan-Meisterschaften in Istanbul. Daraufhin verpasste er bei den U20-Weltmeisterschaften in Tampere mit 40,78 s den Finaleinzug im Staffelbewerb. 2019 schied er bei den U23-Europameisterschaften in Gävle mit 10,80 s im Halbfinale über 100 Meter aus und kam mit der Staffel mit 40,38 s nicht über den Vorlauf hinaus. Im Jahr darauf belegte er bei den Balkan-Hallenmeisterschaften in Istanbul in 6,86 s den achten Platz über 60 Meter und 2021 nahm er als Guide von Athanasios Ghavelas an den Sommer-Paralympics in Tokio teil und sicherte sich dort die Goldmedaille über 100 Meter in der startklasse T11. 2023 gelangte er bei den Balkan-Meisterschaften in Kraljevo mit 21,38 s auf den neunten Platz im 200-Meter-Lauf und gewann mit der Staffel in 39,52 s die Silbermedaille hinter dem türkischen Team. Im Jahr darauf gewann er bei den Balkan-Meisterschaften in Izmir in 21,34 s die Bronzemedaille über 200 Meter hinter dem Türken Ramil Guliyev und Boško Kijanović aus Serbien. Zudem gewann er im Staffelbewerb in 39,59 s die Silbermedaille hinter dem türkischen Team. Kurz darauf schied er bei den Europameisterschaften in Rom mit 20,93 s im Halbfinale über 200 Meter aus und belegte mit der Staffel in 39,39 s den siebten Platz.
2025 schied er bei den Halleneuropameisterschaften in Apeldoorn mit 6,77 s in der ersten Runde über 60 Meter aus. Ende Juni wurde er bei der 1. Liga der Team-Europameisterschaft in 10,26 s Dritter im B-Lauf über 100 Meter und gelangte mit der 4-mal-100-Meter-Staffel mit 38,91 s ebenfalls auf Rang drei im B-Lauf. Anschließend belegte er bei den Balkan-Meisterschaften in Volos in 20,85 s den fünften Platz über 200 Meter und siegte in 39,03 s im Staffelbewerb.
2025 wurde Garaganis griechischer Meister im 100-Meter-Lauf sowiei 2024 und 2025 über 200 Meter. Zudem wurde er von 2022 bis 2024 Hallenmeister über 200 Meter.

## Persönliche Bestleistungen
- 100 Meter: 10,23 s (+0,5 m/s), 5. Juli 2025 in Vari
  - 60 Meter (Halle): 6,72 s, 15. Februar 2025 in Piräus
- 200 Meter: 20,66 s (+0,5 m/s), 5. Juli 2025 in Vari
  - 200 Meter (Halle): 21,01 s, 15. Februar 2025 in Piräus